# Franklin Edmundo Rijkaard
Franklin Edmundo Rijkaard, conegut com a Frank Rijkaard, (Amsterdam, 30 de setembre de 1962) és un entrenador i exjugador de futbol neerlandès. Va entrenar el primer equip del FC Barcelona des de la temporada 2003-04 fins a la 2007-08. Posteriorment va entrenar el Galatasaray SK i la selecció de futbol de l'Aràbia Saudita. El 18 de març de 2014 anuncià la seva retirada com a entrenador.

## Biografia
Frank Rijkaard té una filosofia del futbol eminentment ofensiva, marcada per l'escola neerlandesa, donant una gran importància a la pressió i al joc per les bandes. Amb tot, no oblida la vessant defensiva que li ve donada per la seva etapa de cinc temporades a la lliga italiana com a jugador de l'AC Milan.
En la seva primera temporada al FC Barcelona, l'equip va protagonitzar una segona volta espectacular que li va permetre acabar en el segon lloc i classificar-se directament per a la Lliga de Campions. Aquell va ser el primer senyal que el FC Barcelona, sota la direcció de Frank Rijkaard, havia entrat en una nova dinàmica. Tot això es va confirmar en la temporada 2004-05 quan el Barça va guanyar el títol de lliga amb gran autoritat.
Pocs mesos després també arribava la Supercopa d'Espanya que seria el preludi d'una de les temporades més fructíferes de la història del club, ja que durant el seu transcurs es va revalidar el títol de Lliga i, alhora, es va conquerir per segona vegada en la història de l'entitat la Lliga de Campions. A més dels títols, amb Rijkaard el FC Barcelona va recuperar una identitat i un estil de joc que li van permetre situar-se de nou en l'elit del futbol europeu.

## Palmarès com a jugador

### Títols internacionals de selecció
- 1 Eurocopa: 1988, amb els Països Baixos.

### Títols internacionals de club
- 3 Lligues de Campions:

2 amb l'AC Milan: 1988-1989 i 1989-1990.
1 amb l'Ajax d'Amsterdam: 1994-1995.
- 1 Recopa d'Europa:1986-1987, amb l'Ajax d'Amsterdam.
- 3 Supercopes d'Europa:1989, 1990 i 1995, amb l'AC Milan.
- 2 Copes Intercontinentals: 1989 i 1990, amb l'AC Milan.

### Títols nacionals de Club
- 2 Lligues italianes: 1991-1992 i 1992-1993, amb l'AC Milan.
- 2 Supercopes italianes (1989 i 1994), amb l'AC Milan.
- 5 Lligues neerlandeses: 1981-1982, 1982-1983, 1984-1985, 1993-1994 i 1994-1995, amb l'Ajax d'Amsterdam.
- 3 Copes de Holanda: 1982-1983, 1985-1986 i 1986-1987, amb l'Ajax d'Amsterdam.

### Consideracions personals
- Millor jugador de la Lliga italiana l'any 1992.
- Inclòs a la llista FIFA 100

## Palmarès com a entrenador

### Títols de Club
- 1 Lliga de Campions (FC Barcelona), 2005-06.
- 2 Lligues espanyoles (FC Barcelona), 2004-05 i 2005-06.
- 2 Supercopes d'Espanya (FC Barcelona) 2005-06 i 2006-07.

### Títols individuals
- 1 Premi Don Balón al "Millor entrenador de la lliga espanyola" de la temporada 2004-2005.
- 1 Premi IFFHS al millor entrenador del món (2006).